# Фураев, Юрий Петрович
Юрий Петрович Фураев (19 апреля 1936, Москва, СССР — 13 апреля 2010, Москва, Российская Федерация) — советский и российский волейбольный тренер. Заслуженный тренер СССР.

## Биография
В 1959 году окончил ГЦОЛИФК.
Руководил юниорской сборной СССР на молодёжных чемпионатах Европы 1966, 1969, 1982, 1990 годов и на молодёжных чемпионатах мира 1989 и 1991 годов.
В 1979 году — старший тренер мужской команды РСФСР, бронзового призёра Спартакиады народов СССР. Старший тренер сборной мужской команды ДСО «Буревестник», чемпиона Всемирной Универсиады (1983).
Старший тренер мужской команды «Динамо» (Московская область), бронзового призёра чемпионатов СССР (1980, 1983).
В 1971—1974, 1983—1986 годах — тренер мужской сборной команды СССР — бронзового призёра Олимпийских игр (1972), серебряного призёра чемпионатов мира (1974, 1986), победителя Игр доброй воли (1986), серебряного призёра Кубка мира (1985), чемпиона Европы (1971, 1983, 1985). 
В 1993—1994 и 1997 году — тренер мужской сборной команды России — серебряного призёра Мировой лиги (1993), бронзового призёра чемпионата Европы (1993).
Автор методических пособий и разработок. Заместитель руководителя Директората всероссийских соревнований по волейболу.
Заслуженный тренер СССР (1983). Заслуженный работник физической культуры Российской Федерации (1998). Награждён медалью «За трудовое отличие».